# 朴泳孝
朴泳孝（：／ Bak Yeonghyo；1861年—1939年9月21日），字子純，本名無量，號春臯（춘고）、玄玄居士（현현거사），朝鲜王朝、大韓帝國、日治朝鮮時期政治人物，為開化派的主要人物。在日韓合邦期間，曾改日本名山崎永春（日语：／ Yamazaki Eiharu）。

## 生平
朴泳孝本貫潘南朴氏，是朴元陽和繼室全義李氏的第三子，和朝鮮宣祖元妃懿仁王后同族；十世祖朴世橋是宣祖外孫，其父母為錦陽尉朴瀰和宣祖庶五女貞安翁主。1872年成為朝鲜王朝哲宗的駙馬，迎娶朝鲜哲宗的女儿永惠翁主，可是翁主在婚後三個月夭折。後與金玉均、徐光範等人組成要求朝鮮現代化的開化黨。1882年大院君發動政變失敗後，朴泳孝以全權大臣名義前往日本，朴泳孝在日本期間受到明治維新的影響甚大。值得一提的是朴泳孝在前往日本时曾设计太極旗作为大韩民国的国旗一直沿用至今。
朴泳孝回國後企圖推動現代化政策，包括發行報紙、設立新式警察、成立巡警部、治道部等機構，但也因此與保守派不合。1884年朴泳孝與金玉均等開化黨成員發動政變，殺害閔台鎬等保守派，但是由於中国清朝駐軍首領袁世凱出兵鎮壓，導致政變失敗，朴泳孝出亡日本，之後又前往美國。
1888年朴泳孝向高宗提出十三萬字的「開化上疏」，要求廢除貴賤身份制度、建立現代化國家、以富國強兵方式建立獨立自主的朝鮮等構想；1894年朴泳孝回國，並且於1895年提出第二次甲午改革，提出導入內閣制、改變地方制度、建立新警察制度等改革方針，並於1898年成立獨立協會。1900年朴泳孝意圖發動政變廢除高宗，結果事洩，朴泳孝亡命日本，直到1907年才回國，並獲得高宗的赦免。
日韓併合後，朴泳孝受封侯爵並且於1911年出任朝鮮貴族會會長；1918年出任朝鮮銀行理事。三一運動之後，朴泳孝成立一連串的親日改良主義組織，並擔任東亞日報首任社長。1928年朴泳孝出任日本貴族院議員，1939年朴泳孝於中樞院副議長任上病故。

## 评价
1935年朝鲜总督府編纂《朝鮮功劳者名鑑》中朝鮮人功劳者353人将其名字收录于内。2005年8月29日，韓国公民团体民族問題研究所下屬的親日人名辞典編纂委員会发表《親日人名辞典》第1回，将他列为親日派。

## 家属
由於朝鮮王朝的駙馬依法不得再娶，朴泳孝在永惠翁主早逝之後沒有再娶正室，他後來與妾室生下二子一女。女兒朴妙玉是親和女学校（位於兵库县神戶市）第一位外籍毕業生；後嫁給清州韓氏出身的韓甲鉉，有二子韓聖澤、韓弘澤。長子振緒（1893－?）早夭、次子朴日緒（1897－1931）早逝，所以侯爵之位由長孫朴贊汎（1917－1986）繼承；長孫媳是王公族李堈的第三女李海珺（1920—2009），後離婚。孫女朴贊珠，与李堈第二子李鍝結婚。

## 著作
- 《使和記略》

## 外部連結
维基共享资源上的相關多媒體資源：朴泳孝
| 官衔                   | 官衔                                                                                   | 官衔                   |
| ---------------------- | -------------------------------------------------------------------------------------- | ---------------------- |
| 前任： 李敦應          | 漢城府判尹 1883年2月6日－1883年3月1日 高宗19年陰曆12月29日－高宗20年陰曆1月22日        | 繼任： 趙慶鎬          |
| 前任： 閔泳達          | 內務大臣 1894年12月17日－1895年4月25日 高宗31年陰曆11月21日－高宗32年陰曆4月1日        | 無 原因：改稱內部大臣  |
| 新頭銜                 | 內部大臣 1895年4月25日－1895年6月12日 高宗32年陰曆4月1日－高宗32年陰曆5月20日          | 繼任： 李永            |
| 前任： 金弘集 （正式） | 內閣總理大臣 署理 1895年5月21日－1895年5月31日 高宗32年陰曆4月27日－高宗32年陰曆5月8日 | 繼任： 朴定陽 （正式） |
| 議會席位               |                                                                                        |                        |
| 前任： 李完用          | 朝鮮總督府中樞院副議長 1926年3月12日－1939年9月21日                                    | 繼任： 閔丙奭          |
| 貴族爵位和頭銜         |                                                                                        |                        |
| 新頭銜                 | 朴泳孝侯爵家 （第1代） 1910年－1939年                                                  | 繼任： 朴贊汎          |